# 일데폰스 리마
일데폰스 리마 솔라(카탈루냐어: Ildefons Lima Solà, 1979년 12월 10일 ~ )은 현역 시절 센터백으로 활약한 안도라의 전직 축구 선수로 안도라 축구 국가대표팀 역사상 국제 A매치 최다 출전 및 최다 득점 기록을 보유 중이며 FIFA 센추리클럽에 가입되어 있는 3명의 안도라 선수 중 한명이다.

## 같이 보기
- A매치 100경기 이상 출전한 축구 선수 명단